# Ödlan (Sibelius)

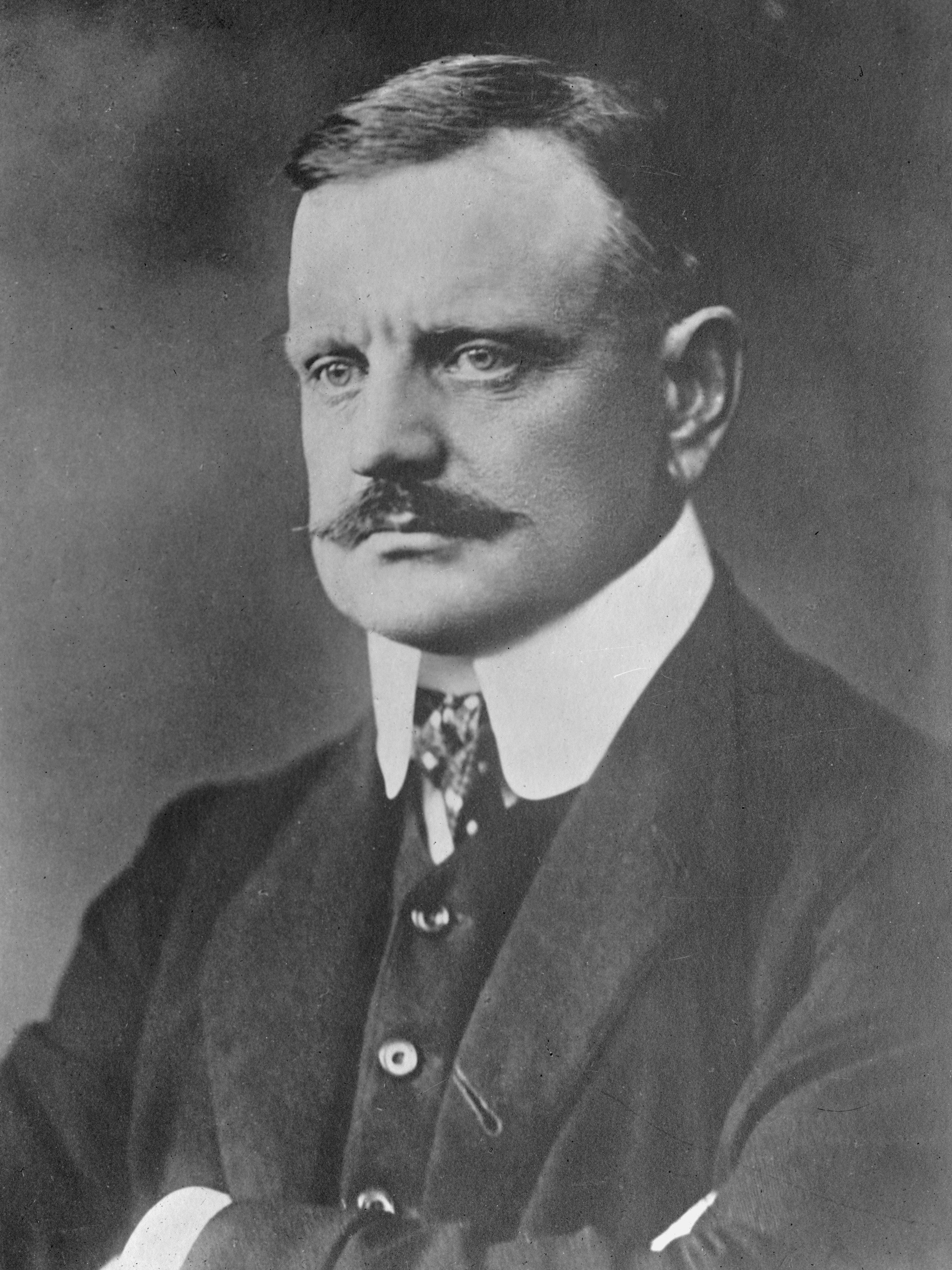
Jean Sibelius,1913.

El Lagarto (Ödlan), Op. 8, es una música incidental para orquesta de Jean Sibelius para una obra teatral con el mismo nombre de Mikael Lybeck (1864-1925). Escribió música para dos escenas: Acto II, Escena 1 y el Acto II, Escena 3. Sibelius la terminó en 1909 y dirigió el estreno en Helsinki en el Teatro Sueco el 6 de abril de 1910. Aunque se interpreta en escasas ocasiones, Sibelius le dijo a su amigo y mecenas Axel Carpelan que era «una de las obras más exquisitas que he escrito».
El trabajo se deriva de su período de «crisis compositiva» entre 1908 y 1912. Está escrita para violín solista y conjunto de cuerdas (con no más de 9 intérpretes según anotaciones del compositor) y tiene una duración 17 minutos.
El personaje principal de la obra, el Conde Alban, está comprometido con Elisiv, que representa todo lo que es puro. Pero, Adla —palabra que se asemeja a Ödlan o lagarto— simboliza el mal y despierta el miedo y la pasión en Alban. Tanto Elisiv como Adla luchan para mantener el alma de Alban a su lado. Elisiv tropieza, se cae, y perece en la lucha, pero como venganza, Alban mata el mal que existe dentro de sí mismo - es decir, Adla.